# Vaccinium amphoterum
Vaccinium amphoterum är en ljungväxtart som beskrevs av Herman Otto Sleumer. Vaccinium amphoterum ingår i Blåbärssläktet, och familjen ljungväxter. Inga underarter finns listade i Catalogue of Life.